# Eupithecia subtilis
Eupithecia subtilis är en fjärilsart som beskrevs av Karl Dietze 1910. Eupithecia subtilis ingår i släktet Eupithecia och familjen mätare. Inga underarter finns listade i Catalogue of Life.